# Frans Alfred Meeng
Frans Alfred Meeng (ur. 18 stycznia 1914, zm. 18 września 1944) – indonezyjski piłkarz, reprezentant kraju. Podczas kariery występował na pozycji pomocnika.

## Kariera klubowa
Podczas kariery piłkarskiej Frans Meeng występował w klubie VIOS Batavia.

## Kariera reprezentacyjna
Frans Meeng występował w reprezentacji Indii Holenderskich w latach trzydziestych. W 1938 roku uczestniczył w mistrzostwach świata. Na mundialu we Francji wystąpił w przegranym 0-6 spotkaniu I rundy z Węgrami.